# Нитрат индия(III)
Нитрат индия — неорганическое соединение, соль металла индия и азотной кислоты с формулой In(NO3)3, бесцветные расплывающиеся кристаллы, образует кристаллогидраты.

## Получение
- Действием азотной кислоты на индий, его оксид или гидроксид:

{\displaystyle {\mathsf {In+4HNO_{3}\ {\xrightarrow {}}\ In(NO_{3})_{3}+NO\uparrow +2H_{2}O}}}
{\displaystyle {\mathsf {In_{2}O_{3}+6HNO_{3}\ {\xrightarrow {}}\ 2In(NO_{3})_{3}+3H_{2}O}}}
{\displaystyle {\mathsf {2In(OH)_{3}+6HNO_{3}\ {\xrightarrow {}}\ 2In(NO_{3})_{3}+3H_{2}O}}}

## Физические свойства
Нитрат индия — бесцветные расплывающиеся кристаллы, хорошо растворяется в воде и спирте.
Образует несколько кристаллогидратов: In(NO3)3•5H2O, In(NO3)3•4.5H2O, In(NO3)3•3H2O и In(NO3)3•H2O.

## Химические свойства
- Безводную соль можно получить высушиванием кристаллогидрата в вакууме:

{\displaystyle {\mathsf {In(NO_{3})_{3}\cdot 5H_{2}O\ {\xrightarrow[{-H_{2}O}]{60^{o}C}}\ In(NO_{3})_{3}}}}
- При нагревании разлагается:

{\displaystyle {\mathsf {2In(NO_{3})_{3}\ {\xrightarrow {100-160^{o}C}}\ 2In_{(}NO_{3})O+4NO_{2}\uparrow +O_{2}\uparrow }}}
{\displaystyle {\mathsf {4In(NO_{3})_{3}\ {\xrightarrow {230-250^{o}C}}\ 2In_{2}O_{3}+12NO_{2}\uparrow +3O_{2}\uparrow }}}
- С разбавленными щелочами и концентрированным раствором аммиака образует гидроксид индия[1]:

{\displaystyle {\mathsf {In(NO_{3})_{3}+3NaOH\ {\xrightarrow {}}\ In(OH)_{3}\downarrow +3NaNO_{3}}}}
{\displaystyle {\mathsf {In(NO_{3})_{3}+3NH_{3}*H_{2}O\ \xrightarrow {} \ In(OH)_{3}\downarrow +3NH_{4}NO_{3}}}}
- Вступает в обменные реакции:

{\displaystyle {\mathsf {In(NO_{3})_{3}+3KIO_{3}\ {\xrightarrow {}}\ In(IO_{3})_{3}\downarrow +3KNO_{3}}}}